# مجيدة بوليلة
مجيدة بوليلة سياسية تونسية ولدت بصفاقس في 13 نوفمبر 1931.

## نشأتها
نشأت وسط عائلة وطنيّة، عرفت بانتمائها إلى الحزب الحر الدستوري وتعلقها بالنضال، ومناهضتها للاستعمار الفرنسي.
زاولت مجيدة تعليمها الابتدائي في مدرسة سيدي سعادة، ثم في مدرسة الهلال «العربية الفرنسية» بالمدينة العتيقة بصفاقس، مما أكسبها مستوى تعليميا فاقت به الكثيرات من بنات جيلها.

## نضالها
في سنة 1950، قامت  بتأسيس الشعبة الدستورية النسائية: «شعبة الربض النسائية»، ثم كونت بصفاقس أول نواة للشبيبة الدستورية من التلميذات.
كانت تحضر اجتماعات الاتحاد النسائي الإسلامي بمقره بتونس العاصمة. كما كرّست حياتها للمشاركة في الأنشطة الوطنية والتطوعية.

## وفاتها
تم اعتقالها في 26 مارس 1952 بمحتشد تبرسق، وكانت وقتها حاملا، ثمّ توفيت في 3 سبتمبر 1952 إثر ولادة ابنتها، ولم يكد سنّها يبلغ يومئذ 21 سنة.

## ذكراها
بقيت مجيدة بوليلة ملهمة للعديد من حركات النضال النسائيّ في جهة صفاقس خصوصا.
كما أطلق اسمها على شوارع عديدة في تونس أهمّها شارع مجيدة بوليلة بمدينة صفاقس، الّذي يعتبر القلب النابض لمنطقة صفاقس الجديدة بمركز المدينة.